# 教祖誕生
『教祖誕生』（きょうそたんじょう）は、ビートたけし原作の小説、及び1993年公開の日本映画である。北野武監督の下で助監督を務めていた天間敏宏監督の第一作で、北野組のスタッフ、キャストが多く関わっている。本作品は有象無象の新興宗教団体への痛烈な皮肉が込められており、また教団内の凶暴性についても描かれている映画である。

## あらすじ
帰省途中の青年、高山和夫（萩原）は新興宗教団体「真羅崇神朱雀教」の布教活動に遭遇する。その団体は1人の老人（下條）を教祖に祀り上げ、インチキの限りを尽くしながらお布施を集めていたのだった。興味を抱いた和夫は明らかに胡散臭いと思いながらも団体に同行することになった。やがて「教祖はもうやりたくない」とゴネる老人に主管格の司馬（たけし）が虐待を加えるなど、和夫は団体の内面も知っていくことになる。一方、純粋に信仰を貫く青年部の駒村（玉置）と、金儲けのことしか考えない経理担当の呉（岸部）と司馬との間で意見が徐々に対立していく。
団体は倒産した町工場を宗教施設として開設するが、司馬たちは老人を追放し、2代目教祖の後釜に和夫を祀り上げる。そのうちに和夫は教祖の自覚が芽生え、滝打ちや断食を始める。
ある日、駒村が団体スタッフで司馬の愛人の朋子（国舞）を寝取ったとして、司馬に恫喝されていた。逆上した駒村は鋏を手に司馬に襲い掛かるが、逆に返り討ちに遭い命を落とす。
司馬の逮捕後、和夫は身も心も完全に自分を神と思い込み、教祖を続けていくことになる。それから5年が経ち、刑務所から出所した司馬も初代教祖だった老人と再び手を組み、キリスト教風の服を着せて布教活動を続けていた。

## キャスト
高山和夫
演 - 萩原聖人
ごく平凡な若者。暇を持て余していたところ教団に遭遇し、興味本位で同行する。程なくして正式に入団し活動を手伝い、その後2代目教祖に抜擢される。どちらかと言うと目立つことは得意ではなく、根は生真面目なお人好しで周囲の意見に影響を受けやすいタイプ。
司馬大介
演 - ビートたけし
表向きは教団の主管だが、裏では教祖を手荒くこき使っている。布教活動として行く先々の町で、教祖が起こす“奇跡”を町の住民に見せる時に場を仕切る役を務める。教団を自分の意のままに操ろうとする一方、和夫に対しては比較的親切に接し、普段から事あるごとに神や宗教に関する独自の持論を展開している。金儲けと競馬好き。

### 団体の上層部
呉（ご）
演 - 岸部一徳
信者。司馬に次ぐ教団のNo.2的存在であり、彼の懐刀である。布教活動では、教祖の体験を書いた冊子を販売して一般人からお布施をもらう役目を担う。飄々とした佇まいだが、激昂すると暴力的な内面を露にする。作中の新教祖誕生の儀式では、司会進行を担当しアカペラで歌を歌う。
駒村哲治
演 - 玉置浩二
教団青年部のリーダー格。司馬や呉とは対照的に純粋な信仰者で、常に初代教祖を気にかけている。入団した理由は、「神様に一番近づけると思った」とのこと。大人しく地味だがひたむきな性格で揉め事や面倒なことをは苦手。ただし、考えが対立する司馬に対しては恐れずに意見を言うことがある。普段は肩まである長めの髪の毛を後ろで縛っている。
初代教祖
演 - 下條正巳
教祖。実際は司馬に拾われた元ホームレスで、お飾りの雇われ教祖。布教活動では、『お手かざし』(怪我や病気がある人の患部に手をかざして治すという行為。もちろんインチキ)をして“奇跡”を見せる。また、教団主催の講演会の講演も担う。普段は酒飲みでお調子者な性格。インチキな『お手かざし』をする内に実際に不思議な力が備わっていると思い始める。

### その他の主な人たち
洋子
演 - 山口美也子
信者。司馬の妻だが、彼とは自身が初代教祖に救われて入信した後に男女の関係になった。他の女性信者とともに教団の活動を支え、教団本部では事務作業を担う。
久栄
演 - 南美江
信者。布教活動では「以前から足が不自由で歩けない人」のフリをして、教団のサクラとして信者勧誘の仕事を手伝う。もちろん演技なので普段は1人で難なく歩いたり走ったりしている。司馬によると「過去に実際に足が不自由だったのを教祖様の力で直してもらい信者となった」とのこと。
朋子
演 - 国舞亜矢
信者。洋子の実の娘。実は司馬の愛人で、司馬と付き合っていることは洋子には隠している。布教活動では、サクラとして久栄が乗る車椅子を押す孫娘の役を演じる。
運転する男
演 - 津田寛治
信者。教団が使うマイクロバスの運転を担当。駒村と共に教団が販売する冊子が入ったダンボールなどを運搬し車中で2人で教団の歌を歌う。
政子
演 - もたいまさこ
大きな屋敷に住む女性。末期ガンの父のために教祖に直接依頼して自宅に来てもらいお手かざしをしてもらう。
チンピラ
演 - 寺島進
ひょんなことから教団と遭遇しタカリを掛けるが、逆に呉から暴行を受ける。
小川
教団本部に訪れる主婦。幼い子供を抱え夫の度重なる浮気に悩み、泣き叫びながら教祖に相談する。

## スタッフ
- 監督 - 天間敏宏
- 原作 - ビートたけし
- 脚本 - 加藤祐司、中田秀子
- 企画 - 森昌行、馬越勲
- 製作 - 鍋島壽夫、田中迪
- プロデューサー - 吉田多喜男、吉田就彦
- 撮影 - 川上皓市
- 美術 - 磯田典宏
- 音楽 - 藤井尚之
- 主題歌 - 桃姫BAND「神様お願い」
- 照明 - 磯崎英範
- 編集 - 荒川鎮雄
- 助監督 - 北浜雅弘、清水浩、安達正軌、相原敏
- 殺陣 - 久世浩
- 現像 - 東京現像所
- スタジオ - にっかつ撮影所
- 製作協力 - ライトヴィジョンエンタテインメント
- 企画協力 - オフィス北野
- 製作 - ライトヴィジョン、ポニーキャニオン
- 配給 - 東宝